# Halbe Miete
Halbe Miete ist ein Kriminalfilm von Marc Ottiker aus dem Jahr 2002 (Alternativtitel: ½ Miete). Der internationale Titel lautet Half the Rent.

## Handlung
Der Computerfreak Peter hackt sich in Computer ein und verkauft die geraubten Daten. Als plötzlich eines Tages seine paranoide Freundin tot in der Badewanne liegt, bekommt er Angst. Er flieht nur mit Skateboard und Laptop und landet in Köln. Dort versteckt er sich in einem Mietshaus. Nach und nach findet er die Schlüsselverstecke der Hausbewohner. Sind die Wohnungsbesitzer nicht da, dringt er in die Wohnungen ein. Anfangs schläft, isst und duscht er nur, später revanchiert er sich mit kleinen Dingen. Dem Schriftsteller Schrader (gespielt von Thomas Kapielski) hilft er bei dessen Buch, mit dem Schichtarbeiter Felder (Sven Pippig) spielt er Schach. Paula vermutet hinter den kleinen Gesten ihren Ex-Geliebten, lässt sich aber auf das Spiel ein. Sie antwortet dem heimlichen Verehrer, indem sie Gedichtzeilen und Geschenke in ihrer Wohnung hinterlässt. Nach einiger Zeit nimmt Peter seinen ganzen Mut zusammen. Er betritt die Wohnung, während sie zu Hause ist.

## Kritik
film-dienst: Mit digitaler Kamera in hyperscharfen Bildern aufgenommene Meditation über Entwurzelung, Unbehaustheit und Vereinsamung, die zwar wie eine noch unfertige Vorstudie erscheint, als utopischer Lebensentwurf aber für sich einnimmt.

## Besonderheiten
Am Anfang des Films ist kurz die Blinkenlights-Lichtinstallation des Chaos Computer Clubs am Haus des Lehrers in Berlin zu sehen.
Der Hauptdarsteller musste für die Szenen, die ihn als Hacker zeigen, zunächst einmal einen Computerkurs belegen.

## Auszeichnungen
- Bermuda International Film Festival 2003: Special Mention
- Internationale Hofer Filmtage 2002: Production Design Award
- Brooklyn International Filmfestival, Best Script
- Jeonjou International Filmfestival, Digital Daring Award
- Europäisches Filmfest, Stuttgart, Drehbuchpreis der Heinrich-Böll-Stiftung „Das Brot der frühen Jahre“